# Lune (cantante 1988)
Lune, pseudonimo di Linnéa Martinsson (19 giugno 1988), è una cantante svedese.

## Biografia
Lune ha avviato la sua carriera musicale collaborando con il DJ Adrian Lux al brano Teenage Crime, che ha scritto e cantato. Nel 2013 ha trovato successo con il suo remake del singolo degli Swedish House Mafia Leave the World Behind, con il quale ha scalato la classifica svedese fino a raggiungere la 22ª posizione. Il brano è stato utilizzato per uno spot della Volvo per la televisione svedese. Nello stesso anno ha dato un concerto chiamato Lune the Center al Museum of Modern Art di New York. Il suo album di debutto, Music & Sports, è uscito nel 2014.

## Discografia

### Album in studio
- 2014 – Music & Sports
- 2023 – Truth & Mystery

### EP
- 2020 – Lux & Lune (con Adrian Lux)
- 2021 – Play Human
- 2022 – Luneworld
- 2022 – Cats of Bakewell

### Singoli
- 2011 – Private Admission
- 2011 – Let Go
- 2012 – Blood to Play
- 2012 – Made of Steel
- 2012 – Don't Be Sober
- 2013 – Girls with Bangs
- 2013 – Leave the World Behind
- 2014 – Tonight
- 2017 – Healing Song
- 2017 – L$D
- 2019 – Don't Speak
- 2019 – Talking Truth
- 2020 – Play Human
- 2020 – Wi-Fi
- 2020 – Ecstasy
- 2020 – Where Do Love Go
- 2020 – Honeypot
- 2021 – Nonono
- 2021 – 133 (feat. Adrian Lux)
- 2021 – Vinner med hjärtat (con Silvana Imam)
- 2022 – Polska ingenstans
- 2023 – Rebel
- 2023 – I Love You Always Forever
- 2024 – Ocean Floor
- 2024 – Blomma (con Ricky)